# コンピュータ将棋

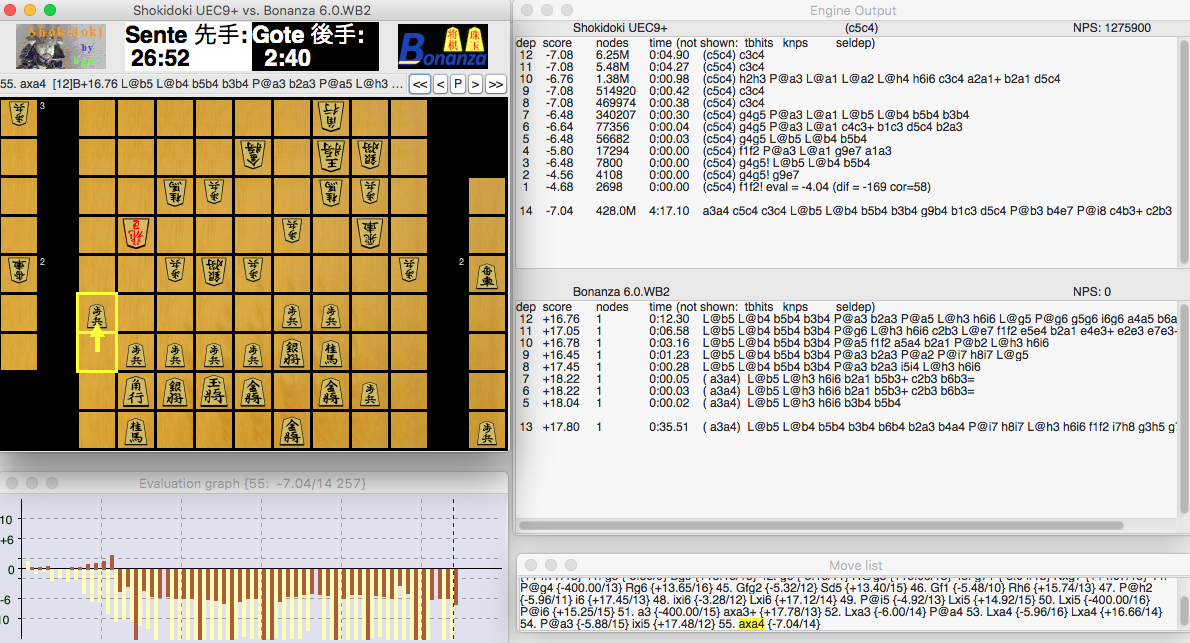
ボードゲームソフトXBoardの将棋版

コンピュータ将棋（コンピュータしょうぎ）は、コンピュータによる将棋の対戦、また将棋を指すコンピュータおよびそのプログラムそのものである。

## 代表的なプログラム

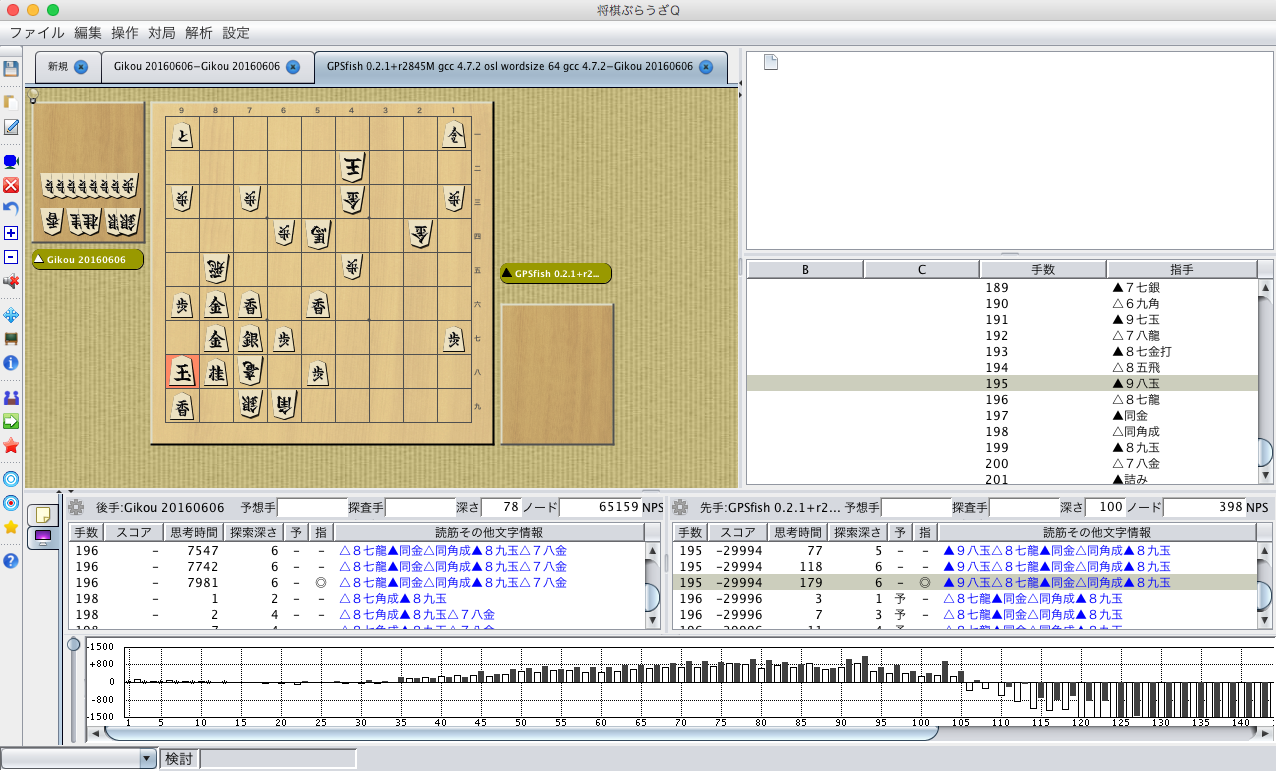
将棋ぶらうざQ

### 無料
- Bonanza[注釈 1]
- elmo
- ハム将棋
- ぴよ将棋
- 脊尾詰（詰将棋専用）[1]
- 水匠5以前

#### オープンソース
- Apery
- GNU Shogi
- GPS将棋
- Puella α[2]
- AlphaZero[3]
- 技巧
- やねうら王

### 有料

#### 市販ソフトウェア
- AI将棋
- 柿木将棋
- 金沢将棋
- 銀星将棋
- 激指
- 東大将棋
- 森田将棋

#### ダウンロード販売・Webサービス
- dlshogi[注釈 2]
- 水匠6以降[注釈 3]
- tanuki-シリーズ[注釈 4]
- 氷彗[注釈 5]

### 一般向け非公開
- AWAKE
- Selene
- TACOS
- Ponanza[注釈 6]
- 習甦
- ツツカナ

## 歴史

### 1970年代まで
コンピュータ将棋プログラム開発の黎明期においては、指将棋よりも先行して詰将棋を解くことが試みられた。1967年には日立製作所の越智利夫を中心とするグループが同社のHITAC 5020Eを使用して詰将棋を解かせることに成功。加藤一二三（当時八段）が60秒で解く問題を90秒で解くなどアマ初段の腕前とされた。さらに1968年、越智らは「初の詰将棋を解くプログラム」を発表している。
1968年、週刊朝日の企画で人間対コンピュータの詰将棋早解き競争が行われた。コンピュータは「H君」（HITAC 5020のこと）。人間は各界の著名人で、初心者に近い人、学生名人、詰将棋作家など多彩だったものの、多くはアマの有段者であった。一人二問で、詰将棋は一問ずつ出題され、一問ごとにタイムが競われた。結果は人間の49勝53敗であった。審判・解説の原田泰夫・加藤一二三両八段は、「H君」の詰将棋を解く棋力をアマチュア三段と認定した。
大山康晴は1968年頃既に「人間が負けるに決まってるじゃないか」と予言し、「コンピュータに将棋なんか教えちゃいけないよ。ろくなことにならないから」と語っていた。
逆に批評家の小林秀雄は1964年『考えるヒント』で「機械には、物を判断する能力はない、だから機械には将棋は差せぬ」と語った。
1970年10月に、加藤一二三はチェスの研究がすでに進んでいることを知り、将棋でも同じようになるだろうと予想し、以下にように寄稿した。
指将棋のプログラム開発が始まったのは、1970年代中ごろと言われている。当時「人工知能、知識工学の完全情報ゲームへの応用」というテーマで指将棋システムの開発をしていた、早稲田大学大学院理工学研究科 大学院生の瀧澤武信（後に早稲田大学政治経済学術院教授、コンピュータ将棋協会会長）をメインプログラマーとするプロジェクトチームによって、1974年11月から開発され1975年5月に完成したものが、おそらくは世界で最初のコンピュータ将棋であった。このプログラムは簡素な評価関数とミニマックス法を組み合わせたものだった。瀧澤らの開発の目的は、作家の斎藤栄の「天野宗歩が現代の花形棋士（当時の中原誠や米長邦雄）と戦ったらどうなるのかコンピュータでシミュレーションしてくれませんか」という依頼に応じることであり、初の対人間戦も斎藤と行った。日本情報処理開発協会の催しで数回実演したものの、序盤を過ぎると「目を覆いたくなるような」手を連発して、解説の中原らを困らせた。1976年には池袋東武百貨店のイベントで米長邦雄と初の対プロ戦を行い完敗した。
1979年、初めてのコンピュータ同士の対戦が、電話を使って行われた。大阪大学(奥田育秀、牧野寛、木沢誠)対玉川大学（瀧澤武信）で、阪大が勝利。1981年の玉川大対東京農工大学（小谷善行）は玉川大が勝利。当時のコンピュータの速度では、対戦が終わるまで年単位かかるため、竹内郁雄による提案で2/3は人が指す「ハイブリッド対戦法」によって、瀧澤武信と小谷善行の間で、1982年から1983年にかけて対戦が行われた。

### 1980年代以降
1980年代に入ると、初期のパーソナルコンピュータ（当時のマイコン）が普及し、将棋に先駆けてコンピュータオセロのアスキーマイクロオセロリーグが1980年から行われていた。やがてパソコン用将棋ソフトも登場し、1983年にコムパックから『将棋対局』がPC-6001シリーズ向けに発売され、1980年代前半には雑誌上でも『ESS』『棋動戦士ランダム』などの将棋プログラムが発表された。またアーケードゲームではパソコンに先行して1982年に『本将棋』がアルファ電子より発売されている。家庭用ゲーム専用機では、1985年になってファミリーコンピュータ向けにセタから『内藤九段将棋秘伝』が、スーパーカセットビジョン向けにエポック社から『将棋入門』が相次いで発売された。
こうしてコンピュータ将棋のゲームソフトが市場に出回り始めたものの、当時はハードウェアの性能も低く、評価関数も簡単なものであったため、人間に比べて非常に弱いプログラムであった。例えばファミコン初の将棋ソフト『内藤九段将棋秘伝』は、初形から15手でCPUを詰ます必勝手順が判明しており、2018年には『RTA in Japan』の種目としてリアルタイムアタック (RTA) が催されたほどであった。
松原仁によると、日本ではゲームの研究が白い目で見られることが多く、1990年代後半までは将棋・チェス・囲碁などのゲーム研究自体が学界で冷遇される風潮があり、自身はロボットの画像認識研究に偽装してこっそり研究していたという。100億円ともいわれる予算を注ぎ込んだコンピュータチェスに対して、コンピュータ将棋は個人の趣味として進められた。これは、「チェスはAIのショウジョウバエである」としてゲーム研究を通したAI研究が盛んだった米国に比べて、日本のAI研究全体が遅れを取る結果にも繋がったともされる。
将棋ソフトの普及は「どのプログラムが最も強いのか」という興味も惹くこととなり、1986年、有志らによって、『コンピュータ将棋プログラム』の会が発足した。翌年、『コンピュータ将棋協会』（略称: CSA）に改名され、その後世界コンピュータ将棋選手権を年1回開催するようになった。第1回大会は1990年12月2日、将棋会館で行われ、6つのソフトが参加し『永世名人』が優勝した。
並行してコンピュータによる棋譜管理システムも生まれ、1988年に初代竜王となった島朗はコンピュータで棋譜管理をしていることが話題となった。

### 20世紀末
初期のコンピュータ将棋は、上述のように人間の初級者にも劣る棋力だったため、コンピュータがプロ棋士の棋力に達するのは当分先と思われていた。小谷善行によると、1990年時点のコンピュータソフトの棋力はアマ2〜3級程度だったという。しかし1990年代に入ると、ソフトウェア開発技術やハードウェア性能の向上が進み、「金沢将棋」などのトップレベルのプログラムは1994年から1996年の間にアマチュア初段に達したとされる。
1996年に発行された『平成8年度将棋年鑑』には、「コンピュータがプロを負かす日は? 来るとしたらいつ」というプロ棋士へのアンケートが掲載された。後年の羽生は「別に深く考えずに適当に書いただけなんで……（苦笑）」と述懐している。また「トップレベルに到達するかどうかは分からない」とも述べていた。偶然か必然か、羽生の予想した「2015年」は、羽生との対局が実現しなかった情報処理学会がプロジェクト打ち切りを宣言した年となった（後述）。
YSS開発者の山下宏は、1994年、第4回コンピュータ将棋選手権の自戦記で「8年後。これを読んでいるあなた、もしあなたがプロでない限り、あなたはコンピュータに破れます。そして2010年、たとえ羽生であろうと誰であってもコンピュータに勝てないつまらない時代がやって来る」と予測している。
1997年にはコンピュータチェス『Deep Blue』が人間のチャンピオンであるガルリ・カスパロフを破り、オセロでも『ロジステロ』が村上健を破った。しかし、その頃のコンピュータ将棋はアマチュア二段程度であり、棋士にも余裕がうかがえた。一方で、この頃には詰将棋を解く技術の研究が大きく進み、1997年には最長手数の詰将棋問題『ミクロコスモス』がコンピュータに解かれたことが報告されている。真部一男は2000年の時点で、詰将棋では既にコンピュータがプロ棋士を大きく上回っていると考え、将棋ソフトによるカンニングが「200X年」の近未来に起こりかねないと危惧していた。

### 2001年から2004年
2001年時点ではコンピュータ将棋のレベルはアマ4段程度、最大の弱点は中盤の戦いが始まる前後であり、竜王・名人を破るのは環境が揃えば十数年以内と目された。プロ棋士で学者の飯田弘之は、時間制限次第では2012年に名人超えと予測した。この頃にはプロ将棋界でも携帯電話のルールが問題となった。
2001年7月YSSが将棋倶楽部24に参戦、12勝5敗の成績でレーティング1870?を記録。
2003年6月YSSが将棋倶楽部24に参戦、39勝13敗の成績でレーティング2077を記録。
2004年5月YSSが将棋倶楽部24に参戦、41勝11敗の成績でレーティング2324を記録。

### 2005年
同年の世界コンピュータ将棋選手権のエキシビション対局で、優勝ソフト激指がプロ棋士の勝又清和に角落ちで勝利した。また、2005年6月の第18回アマチュア竜王戦に招待選手として出場した『激指』は、都道府県代表を相手に3連勝し決勝トーナメント進出・ベスト16入りを果たした。
5月、YSSが将棋倶楽部24に参戦、37勝15敗の成績でレーティング2463を記録。
6月2日にBonanza ver.1.0が公開。公開直後から渡辺明が自身のブログで「プロが平手で餌食になった」「奨励会有段者もコロコロ負けているらしい」とたびたび話題にし、渡辺自身も「10秒将棋だと10回に1、2回はやられる」と述べた。将棋倶楽部24でのレーティングは約2400。（Pentium 4 2GHz，1手18秒）
9月18日のイベントで、飯田弘之らが開発したTACOSが橋本崇載と平手の対局を行った。結果は橋本の勝利となったが、TACOS に敗北寸前まで追い詰められた。「プロ棋士対ソフト」をビジネスチャンスと捉えていた日本将棋連盟の理事会は、全棋士に無断でコンピュータと公開対局を行うことを禁止した。後に橋本崇載は、「TACOSは奨励会入会試験に合格できない程度の強さで、敗北寸前まで追い詰められる訳がない。（本気をだせばすぐ終わるので）緩めた。」と著書で記している。
10月、将棋世界の企画で激指（Pentium 4 2.8GHzを使用）と渡辺明が角落ちの持ち時間各40分、時間切れ後は1手40秒で対戦し、渡辺明が勝った。同じ条件で激指と木村一基が対戦し、木村一基が負けた。
10月23日、第3回国際将棋フォーラムにて、YSSと森内俊之が角落ちの1手30秒で対戦し、森内が勝った。

### 2006年から2009年
日本将棋連盟会長の米長邦雄は2006年を将棋普及の「改革元年」と位置付け、その一環としてコンピュータソフトVS人間の対決をプロモートしていく方針を掲げた。2006年以降、コンピュータとの公開対局は、平手で行われるようになった。
2006年3月から5月にかけて、週刊将棋の連載で、第1回週刊将棋アマCOM平手戦が行われた。そこでは、アマ強豪5名と2回ずつ合計10回対戦し、コンピュータ側の7勝3敗であった。コンピュータ側は、激指・KCC将棋・IS将棋・YSS・Bonanza。持ち時間は1回目が60分（秒読み60秒）、2回目が20分（秒読み30秒）。
2006年5月に開かれた第16回世界コンピュータ将棋選手権にて、Bonanza ver2.0が優勝。高性能なワークステーションを持ち込む参加者も多い中、Bonanzaは「初出場での優勝」「ノートパソコンでの優勝」「無償ソフトの優勝」という3つの初記録を成し遂げ、開発者の間で大きな話題を呼んだ。また、作者の保木がBonanzaの技術情報を積極的に公開したことで、将棋ソフト全体の棋力向上に繋がったとされる。
2006年9月YSSが将棋倶楽部24に参戦、17勝11敗の成績でレーティング2508を記録。
2007年3月21日には、Bonanzaとタイトルホルダーである渡辺明（竜王）との公開対局（平手）が行われた（Bonanza#渡辺明竜王との対局参照）。BonanzaはIntel Xeon X5355 2.66GHz×8cores、メモリ8GB、1秒間に400万手読む性能で、ソフトは当時公開されていたver.2.1の探索手数を大幅に増やし、戦法の選択を改善するなどチューニングをほどこしたもので、
将棋倶楽部24でのレーティングは2800であった。終盤の読み違いがきっかけで敗れたものの、対局者の渡辺をはじめ複数のプロから、奨励会の初段から三段の実力に相当するとの高い評価を受けた。これ以降、6年間にわたって男性現役プロ棋士との公開対局が行われなくなり、この次は2013年3月の第2回電王戦であった。
2007年5月YSSが将棋倶楽部24に参戦、41勝11敗の成績でレーティング2744を記録。
2007年11月、情報処理学会副会長の中島秀之は、松原仁らとの会話をきっかけに「学会の50周年（2010年）記念イベントとしてコンピュータ将棋と羽生善治を対決させられないか」「学会の総力を挙げれば名人にも勝てるのではないか」という構想を持った。この企画は2008年1月に承認され、中島を委員長・松原を副委員長とする「トッププロ棋士に勝つためのコンピュータ将棋委員会」が発足した。同年6月に米長邦雄ら日本将棋連盟との会合が持たれ、9月にはコンピュータ将棋の主要な開発者たちを招集しての検討会が開かれた。しかし、リーマンショックの不況でスポンサー探しが難航した影響で、プロジェクトは2009年末に至るまで停滞した。
2008年5月5日に行われた第18回世界コンピュータ将棋選手権のエキシビションマッチにおいて、優勝ソフトの激指がアマ名人の清水上徹を、準優勝ソフトの棚瀬将棋が朝日アマ名人の加藤幸男をそれぞれ破るという快挙を成し遂げた。この対局に対し、敗れた清水上と加藤はそれぞれ、「コンピュータの読みが上回った」「完敗だった」とコメントした。
2008年11月8日に行われた清水上、加藤と激指、棚瀬将棋との持ち時間60分、その後1手60秒の再戦では、加藤が勝利して雪辱を果たしたものの、清水上はまたも敗北を喫した。公式対局でプロ相手に何度も勝利を上げているトップアマの二人の敗戦はプロにとっても衝撃であり、渡辺明、遠山雄亮、片上大輔らのプロ棋士がブログにその驚きを綴った。
2009年1月28日、Bonanzaのソースコードが公開されると、同年の第19回世界コンピュータ将棋選手権ではボナンザ・チルドレンが台頭してきた。

### 2010年
2月6日、週刊将棋の編集者で元奨励会三段の古作登が激指と持ち時間20分の公開対局を行い、コンピュータが勝利した。
同年春になって先述の「コンピュータ将棋委員会」の調整が済み、4月2日に日本将棋連盟でセレモニーが行われた。セレモニーでは、情報処理学会側が白鳥則郎会長（当時）名義で「35年の開発の末名人に伍する力ありと情報処理学会が認める迄に強いコンピューター将棋を完成致しました」などとする挑戦状を日本将棋連盟に渡した。将棋連盟は、米長邦雄会長（当時）名義で「その度胸と不遜な態度に感服した」として挑戦状を受理し、初の対戦相手として女流の清水市代（当時女流二冠）を指名した。
5月から7月にかけて、第2回週刊将棋アマCOM平手戦が週刊将棋の連載として開催された。対戦相手は東京大学将棋部5名。それぞれ2回、合計10回対戦が行われ、棚瀬将棋が1敗して、コンピュータ側の9勝1敗であった。参加したコンピュータは、激指・Bonanza Feliz・YSS・棚瀬将棋・GPS将棋。持ち時間は1回目が30分（秒読み60秒）、2回目が10分（秒読み30秒）。
7月23日に、激指 定跡道場2 優勝記念版（2010年世界コンピュータ将棋選手権で優勝した激指の思考ルーチン搭載）が発売され、宣伝文句として「強さはネット将棋でレーティング3000点台（プロ級）」を謳った。
8月23日に清水市代との対局の詳細が発表され、持ち時間はチェスクロック使用による3時間（1分未満の考慮時間も計測される）、使い切ったあとは1手1分というマイナビ女子オープン五番勝負と同様の条件となった。また、コンピュータ側のハードウェアはクラスタなし（Intel Xeon W3680 3.33GHz 6コア）を中心に、GPS将棋が提供した東京大学のクラスタマシン（Intel Xeon 2.80GHz 4コア：109台・Intel Xeon 2.40GHz 4コア：60台・合計169台 676コア）を併用する形で、ソフトウェアは激指・GPS将棋・Bonanza・YSSの4種類のソフトが電気通信大学伊藤研究室の開発するマネージャの管制の下で多数決を行う合議制がそれぞれ採用された。このシステムは、10の224乗という、将棋のありうる棋譜の数の下限値の見積もり10の226乗に近い数を示す語である「阿伽羅」を取って、「あから2010」と名付けられた。
清水市代とあから2010の対局は10月11日に東京大学工学部で指され、86手で後手のあから2010が勝利した。あから2010の駒を動かすアシスタントは上村亘（当時三段）が務めた。当日は750名以上の一般来場者・70社以上のマスメディアが集い、大きな注目を集めた。

### 2011年から2012年
2011年5月16日、ponanzaが将棋倶楽部24で92勝8敗の成績でレーティング3110を記録。最後に「謎の棋士」と2局対局を行い1勝1敗であった。
2011年10月6日、日本将棋連盟会長（当時）米長邦雄が「引退棋士の代表」としてコンピュータ将棋と対局することと、同時に定期的にプロ棋士とコンピュータソフトが対局する「電王戦」が開催されることが発表された。
2011年11月8日から翌年2012年1月12日にかけてボンクラーズが将棋倶楽部24に参戦し、2406勝134敗79分（勝率91%）の成績でレーティング3364を記録。これは史上最高（当時）のレーティングで、既にほぼ名人を越える強さであったと開発者の伊藤英紀は主張している。
2012年1月14日に行われた第1回将棋電王戦では、米長とボンクラーズの本対局が将棋会館で行なわれ、113手で先手のボンクラーズが勝利した。
Puella α（ボンクラーズ）開発者の伊藤英紀は2012年12月に第2回将棋電王戦PVにおいて、既にプロ棋士を超えているとコメントした。2013年に渡辺明（当時竜王）は、第2回将棋電王戦第3局に登場したツツカナについて触れ、「現役棋士3分の1以上に相当する力がある」との見解を示した。

### 2013年
2013年の3月から4月にかけて行われた第2回将棋電王戦はプロ棋士5名と2012年世界コンピュータ将棋選手権の上位5ソフトとの団体戦として行われ、第2局では正式ルールで行われた現役のプロ棋士戦で初めてコンピュータ（ponanza）が勝利、続いてツツカナ、GPS将棋もプロ棋士に勝利して、プロ棋士側の1勝3敗1分（持将棋）に終わった。
2013年5月6日から17日にかけてponanzaが将棋倶楽部24に参戦、92勝5敗の成績でレーティング3453を記録。
2013年 船江恒平とツツカナの練習対局、持ち時間4時間で10局から15局行って、船江はツツカナに対しての勝率が「五分五分ぐらい」と述べている。
2013年11月から翌年2014年3月まで菅井竜也と習甦の練習対局、菅井は習甦に対して「95勝97敗」と述べている。また菅井は、「これからはコンピュータが強くなるという意見の方が多いと思うんですけど、自分は10年ぐらいしたら人間の方が強いんじゃないのかなと思いますね」と述べている。
2013年11月から2014年3月までの豊島将之とYSSの練習対局、豊島は「初めの方は全然勝てなくて、最後の方は5割から7割ぐらい勝算があるかなあというような感じだった」と述べている。
2013年11月から翌年2014年3月までの森下卓とツツカナの練習対局、森下はツツカナに対しての勝率が「1割無かった」と述べている。

### 2014年
2014年の3月から4月にかけて行われた第3回将棋電王戦は、プロ棋士5名と2013年の第1回将棋電王トーナメントの上位5ソフトとの団体戦として行われ、プロ棋士側の1勝4敗に終わった。
2014年12月から翌年2015年3月までの永瀬拓矢とSeleneの練習対局、永瀬は「通算勝率は1割程度だと思います。ただ、実戦でその1割を引くことは可能だと思いました」と述べている。
2014年12月から翌年2015年3月までの村山慈明とponanzaの練習対局、村山はponanzaに対しての勝率が「1割無かった」と述べている。
やねうら王の開発者・磯崎元洋は2014年に「上位のソフトは事前貸出なしの条件であればとっくに羽生さんを超えていることは誰の目にも明らかである。超えているとは言ってもソフト側から見て勝率が50パーセントは超えるだろうという程度の意味で、勝率が90パーセントとか100パーセントとかではないので試合としては成立すると思うが…」と述べた。

### 2015年
2015年1月から2015年2月までの斎藤慎太郎とAperyの練習対局の際、斎藤は「内容的にはほぼ不利で止めてるので、どうだろう 良くて10勝30敗とか40敗ぐらいじゃないですかね」と述べている。
2015年の3月から4月にかけて行われた将棋電王戦FINALは、プロ棋士5名と2014年の第2回将棋電王トーナメントの上位5ソフトとの団体戦として行われ、プロ棋士側が3勝2敗と初めて勝ち越した。
2015年6月、千田翔太とAperyの練習対局で、千田は持ち時間1時間で50局以上を指したが、Aperyに対しての勝率が「2割ちょうど」だった。千田は「現在のコンピュータ将棋に勝てなくても、挑まなくてどうするのか」と述べている。
2015年10月11日、情報処理学会がコンピュータ将棋の実力は2015年の時点でトッププロ棋士に追い付いている（統計的に勝ち越す可能性が高い）という分析結果を出し「コンピュータ将棋プロジェクト」の終了を宣言した。この宣言に対して、ponanzaの山本一成・Aperyの平岡拓也らは、将棋ソフト開発に直接携わっていない情報処理学会が一方的に声明を出したことに反発した。Puella αの伊藤英紀は、宣言が出された原因について、日本将棋連盟が羽生善治との対決に消極的である以上、情報処理学会の側には「これ以上続ける動機もリソース/予算もない」のであろうと評した。
2015年12月7日から13日にかけてponanzaが将棋倶楽部24に参戦、69勝0敗の成績で過去最高記録のレーティング3455を記録（Core i7-6700K，1手 18秒）。
藤井聡太は後に「実は自分もponanzaとネットで3、4局指したんですけど、全部負けてしまいました。もちろん負けたくないと思いましたけど、将棋の長い歴史の中でコンピューターと棋士が戦った一瞬に居合わせられたことは良かったと思います」と述べた。
2015年、羽生善治は「今、将棋の人工知能は、陸上競技で言えば、ウサイン・ボルトくらいです。運が良ければ勝てるかもしれない。しかしあと数年もすれば、F1カーのレベルに達するでしょう。そのとき、人間はもう人工知能と互角に勝負しようとは考えなくなるはずです」と述べた。

### 2016年
第1期電王戦は形式が変更され、前年に新設された叡王戦を勝ち上がった山崎隆之と2015年の第3回将棋電王トーナメントを勝ち上がったponanzaによる二番勝負として行われた。2015年12月から翌年2016年3月までの山崎隆之とponanzaの練習対局、山崎は「早指しでしかやった事ないんですけど、勝った時って言うのも思考を見て、見ながらでも厳しいですね」と述べている。2016年の4月から5月にかけて行われた二番勝負では、山崎の2敗に終わった。
2016年5月22日、羽生善治が叡王戦への参戦を表明。参戦に際して、「将棋の世界をある程度知ってる人たちは、プログラムが強くなってきたことに、前ほど強いアレルギーみたいなものはなくなってきてるのかな」「（対コンピュータに）私がいちばんそれに向いてるかどうかは別の話です。もちろん負けた時に、世間一般に与えるインパクトは大きいでしょうけどね」とコメントした。しかし、羽生は準決勝で佐藤天彦（当時名人）に敗れ、電王戦出場を逃した。その後佐藤天彦は叡王戦を制し、渡辺明（当時竜王）対Bonanza以来十年ぶりとなる、コンピュータと最高位のタイトルホルダーとの対局が実現した。
同じ頃、三浦弘行の竜王戦挑戦者決定戦3番勝負での勝利（丸山忠久相手に2勝1敗）について、対局中の離席が多いとして他の棋士から不正疑惑をかけられた。詳細は将棋ソフト不正使用疑惑騒動を参照。この問題においては、「トップクラスのソフトは『スマホ上で動かしても人間のトップに匹敵する、あるいは上回る棋力を持つに至った』とする見方もある」と報じられた。やねうら王開発者の磯崎元洋は「（2016年現在）ハイスペックスマホにおいて、ponanzaなら推定でR3400付近の強さになり、人類の99.99パーセントぐらいの人は勝負にもならない」という見解を示した。
2016年12月26日、三浦弘行の不正疑惑について第三者調査委員会の但木敬一委員長は「指摘された疑惑のすべてを検討しましたが、どれもスマホの不正使用を認めるに足りる証拠力は到底なかった」と述べた。同委員会の報告書は「将棋ソフトの棋力の向上により今や将棋連盟は未曽有の危機に直面している」「将棋ソフトの棋力が最強の棋士と互角となり、これを凌駕する勢いとなった時代を迎え、対局者が将棋ソフトを使うのではないかという疑心暗鬼がプロ棋士の心の中に生じてきたことを見逃すことはできない」と指摘した。

### 2017年から2019年
2017年2月22日、ドワンゴの川上量生は、第2期電王戦をもって電王戦を終了することを発表した。理由について「人間とコンピュータが同じルールで真剣勝負をするという歴史的役割は終わった」としている。
羽生は佐藤天彦とponanzaの対局に先立ち、「危機感としてあるのは、コンピューター同士の対戦のほうが人間同士の対戦よりも面白いとなると、棋士という職業がなくなってしまうということです」「人間同士の対局を魅力的なものにして、価値のあるものを作り出し続けていかなければ」と述べた。
2017年4月から5月にかけて、今期で最後となる第2期電王戦二番勝負が行われ、前年の第2期叡王戦で優勝した佐藤天彦名人が、第4回将棋電王トーナメントを優勝したponanzaと対局した。子供の頃から将棋ソフトで遊んでいた世代である佐藤は、もはや勝つのが難しいことを悟っていたという。第1局は4月1日に日光東照宮にて行われ、71手でPonanzaが勝利。第2局は5月20日に姫路城で行われ、94手でPonanzaが勝利（詳細は将棋電王戦#第2期電王戦を参照）。コンピュータが初めて現役の名人を下すこととなった。
しかし、名人との対局という節目にもかかわらず、世間のコンピュータ将棋に対する関心は低下していた。かつて数百万人が視聴していた全盛期の電王戦に対して、この頃のコンピュータ将棋は藤井聡太関連で時々話題に上る程度であった。将棋ファンの中にもAIは「卑怯」であるとして人間超えを認めず、嫌う声も強かった。
日経ビジネスオンラインの記者・広岡延隆は、将棋ソフト不正使用疑惑への日本将棋連盟の対応の不手際を批判した上で、同連盟がタイトル保持者をコンピュータと公式に対局させるのをなかなか実現させなかったこと、「コンピュータが人間を凌駕した」ということを速やかに認められなかったことを挙げ、将棋界は囲碁界と比較してコンピュータへの対応に失敗しているとした。
2017年、山岡忠雄はAlphaGoの手法を応用したプログラム「dlshogi」の開発を開始した。2017年12月5日、DeepMindは膨大な計算資源を使い3日間学習させたAlphaZeroがチェス、将棋、囲碁の世界チャンピオンプログラム（当時）であるStockfish、elmo、AlphaGo Zero（3日間学習）を破ったと発表した。以降、コンピュータ将棋でもGPUを使用する新しい手法に注目が集まり、モンテカルロ木探索とディープラーニングを用いたPV-MCTS法によるソフトの開発が進められた。
2018年、那須悠がCPUで計算する浅いニューラルネットワークを用いた評価関数NNUEを開発した。従来のアルファ・ベータ法による探索を用いたソフトは、評価関数にNNUEを用いることで強化が図られ、MCTS法を用いるDL系ソフトと対峙した。
2019年5月に行われた第29回世界コンピュータ将棋選手権でやねうら王が優勝し、1位から3位をNNUE系ソフトが占めた。

### 2020年以降
AbemaTV将棋チャンネルは、2020年1月16日より将棋中継に「SHOGI AI powered by AbemaTV」によるリアルタイム分析を正式導入した。
2020年4月1日、第47回将棋大賞にて、elmoが考案した「elmo囲い」が升田幸三賞に選出された。コンピュータ将棋ソフトの考案した戦法が選出されるのは初めて。
2020年11月に行われた第一回電竜戦でGCTが優勝し、MCTSを用いたディープラーニング系ソフトとして初めて大会を制した。
2025年の第35回世界コンピュータ将棋選手権では、水匠チームがLLMを応用した自然言語での解説AIを披露した。

## 人間への影響

### 人間とコンピュータの対決
2000年代前半には、コンピュータ将棋が平手でトッププロ棋士を破る日はさほど遠くないと考えられていた。松原仁は2005年の時点で、2010年代から2020年までにプロ棋士がコンピュータ将棋に負けると予測し、また、コンピュータ将棋協会会長の瀧澤武信も、2007年の時点で10年後から20年後にコンピュータがプロ棋士を上回ると予想していた。
米長邦雄によると、2011年には1手30秒などといった早指しならプロ棋士に対しても7、8割以上の勝率をあげるまでになっていた。コンピュータ将棋開発者らは、2012年の段階で「数年以内にトッププロ棋士に勝つ（複数回対戦し勝ち越す）」と予想していた。実際に、2013年3月30日の第2回将棋電王戦において、ponanzaが佐藤慎一に勝利し、長い持ち時間（各四時間）・公開対局・相手が現役プロ棋士（除く女流）という条件で初めてコンピュータが人間に勝利した。
ボンクラーズ作者の伊藤英紀は2013年に、北島康介がモーターボートと戦わないのと同じで今後も人間は人間を応援するだろうと述べた。
羽生善治は2014年に、「将棋がコンピュータによって完全解明されてしまったらどうするか」という質問に対して「そのときは桂馬が横に飛ぶとかルールを少しだけ変えればいいんです」と答えた。ただし、ルールを変えてもコンピュータは進歩し続けるので、いずれは再対応されてしまう可能性がある。実例として、コンピュータが人間を超えたチェスでは新ルールの「アリマア」というゲームが考案されたが、2015年にコンピュータプログラム「Sharp」が7勝2敗で人間を破っている。
松原仁は2015年10月に「数年後には人間が全く相手にならなくなるのは確実で、人間との対決を掲げたコンピューター将棋開発の時代は終わったと考えている」と述べた。
2020年、Ryzen Threadripper 3990Xを購入した頃の藤井聡太二冠（当時）は、AIと人間の棋力差について、「棋士は普段平手の研究しかしていないので、駒落ちの下手を持った場合は多少棋力が落ちるんですよ。とはいえ、二枚落ちなら研究すれば、しばらくは大丈夫。大駒一枚（飛車落ち、角落ち）だと条件次第ですが、ソフトが勝つ可能性はあると思います」と述べた。
また、2021年に藤井は「ソフトから学んで人間もかなり進化してきました。今の棋士であれば過去のどの時代のソフトなら勝てそうでしょう？」という質問に「『将棋電王戦』で人間側が勝てたのは対コンピューター戦略を駆使したという展開が多かったので、基本は厳しい」「ソフトの棋風とか特徴を把握していない状態でやったらやっぱり厳しい。人間のほうが対応できる展開の幅が基本的に少ないと思うので、見たことがない展開になったときに上手く対応するって難しいような気がする。特定の展開を狙って誘導するみたいなのが勝ちパターンなので、そういうことをしないと結構難しい」と述べた。
2023年6月、『水匠』開発者の杉村達也は「藤井名人と『水匠』が対局したらどうなるか？」と問われた際に「現在の将棋AIで2強となっている『水匠』と『dlshogi』は、2017年に佐藤天彦名人に勝ったPonanzaに対して、計算上は99%以上の確率で勝てる。もちろん人間もこの間に強くなっているが、AIほどの成長速度ではない。人間が勝つのはたぶん無理だろう」という趣旨のコメントを述べた。

### 人間によるコンピュータ将棋の利用
将棋よりも早くコンピュータが人間を超えたオセロでは、人間の戦術がコンピュータに強く依拠するようになった。立教大学准教授・強豪オセロプレイヤーの中森弘樹は、オセロのゲーム性は「最善手という真理を人間が追求する」方向から「コンピュータの弾き出す真理を人間が資源として活用する」方向へ変質したのであり、人工知能は人間同士の駆け引きを決して奪ってはいないと指摘した一方、将棋でも同じことが起こるかは断言できないとした。同じくコンピューターが人間を超えたバックギャモン界では、望月正行が「コンピューターの影響で人間のレベルもどんどん上がる」と評している。
将棋界でもこれらと同様の流れが起きつつあり、コンピュータがプロの実力を超えた2010年代以降、人間がコンピュータを用いて研究を行うことが盛んに行われている。千田翔太によると、かつてはコンピュータ将棋を嫌悪するプロ棋士もいたものの、コンピュータと人間の対戦イベントが数年間続くうちに、プロ棋界でもコンピュータ将棋が受け入れられていったという。2016年、14歳でプロ入りした藤井聡太は「（ソフトは）強くなる為のツールという感じです。研究用に私も一応活用しています」「人間と比べるとコンピューターの能力の進化は限度がないです。そういう意味では人間とコンピューターが勝負する時代ではなくなったのかなと思います」と述べている。2020年には、elmo囲いという新戦法を生み出した将棋ソフト「elmo」が、AIとして初めて升田幸三賞を受賞している。羽生善治によると、1990〜2000年代と比べて、コンピュータの活用で2023年現在では様々な定跡が知られるようになった。その影響でタイトル戦の戦い方も変化し、序盤は対局者同士がコンピュータの事前研究の通りに指し進め、定跡を外れた中盤になってから本格的な対局が始まるようになったという。こうした流れの中で、将棋AIをフル活用しようとするとハイスペックのPCが必要になり金銭面での負担が大きいことから、SaaSにより場所や端末に依存せず低価格で将棋AIを利用できるサービスも始まっている。
2020年前後になると、コンピュータ将棋ソフトはプロ棋士の対局中継にも導入されるようになった。特に大きな変化がニコニコ生放送で始まった評価値表示で、ABEMAや囲碁・将棋チャンネル、NHKでも同様のシステムが導入された。こうした施策を通じて将棋ソフトの強さは徐々に信頼を集め、2023年現在では、将棋ソフトの評価が模範解答のように扱われるようになってきている。例えば藤井聡太は、AbemaTVのAIと同じ最善手を続けて詰みを回避したことが話題を集めたり（2020年6月の棋聖戦五番勝負第1局）、AIが示した難しい手と同じ手を指したことが「AI超え」と評された（2021年3月の竜王戦2組ランキング戦準決勝）。また、2021年12月のA級順位戦羽生善治対豊島将之では、AIが羽生94%優勢を予測する中で羽生が投了し、羽生自身も後に知って驚いたという。
こうした風潮の一方、佐藤天彦はソフトに棋譜を評価されることを「評価値ディストピア」と表現し、将棋ソフトを基準とした評価について「当時の大局観や『たまたま思いついた』などの偶然や感情など、いわば人間の足跡や匂いを漂白している」と苦言を呈した。

### ソフト指し問題
将棋ソフトのレベルが上がった結果、ヒント機能や検討モード、対局機能などを使ってネット将棋を指すユーザーが少なからず出てきている。将棋ソフトの指し手を入力してネット将棋を指すことを「ソフト指し」という。
ソフト指しの検出方法として、将棋ソフト・人間の指し手の一致率を測るという方法が用いられる場合があり、2008年の段階では「指し手が一致する確率は10億局に1局以下」とも言われていた。しかし、プロ棋士の西尾明の2016年の解析によると、実際にはソフト指しをしていなくてもソフトと人間の一致率が高くなることは珍しくなく、必ずしも正確な検出法とは言えない。

#### オンライン対局サイトの対応
- 81Dojoではソフト指し専用アカウントを作成し名前を指定されたもの（「COM_(任意の文字列)」）にすれば、公認が無くてもソフトの思考結果を用いて指せる。ただし、名前が「COM_」がついてない場合は81Dojoでも不正行為者とみなされる[151]。
- 将棋ウォーズではソフト指しを取り締まる一方で「棋神召喚」としてponanzaに助けを求める機能がある[152]。
- ネット将棋大手の将棋倶楽部24では(公認を除き)他の善良な会員の皆様に種々の迷惑がかかるとして、2008年に「24ソフト指し取締委員会」を設置。将棋ソフトの指し手との一致率を基準として「ソフト指し」を認定し、不良利用者アカウントの削除などを行っている[153][147]。しかしこれを突破するため途中からソフト指しへ移行する手法が横行していたとされる[154]。

#### 公式戦における問題
将棋界において、プロ棋士のソフト指しが初めて大きな問題となったのが2016年の将棋ソフト不正疑惑騒動である。2016年に第29期の竜王戦で挑戦者に決まっていた三浦弘行九段にソフト使用の疑いがかけられ、日本将棋連盟が三浦に竜王戦と年内の公式戦の出場停止の処分を行った。またこの事態を受けて竜王戦の挑戦者は電子機器の所持を調べるため、金属探知機で検査を受けることになった。2016年10月に日本将棋連盟は、対局室にスマートフォンなど電子機器の持ち込み禁止を含めた規制策を決め発表した。6割を超える棋士から賛同が得られたという。
しかし、第三者委員会による調査では三浦九段の不正は認められず、日本将棋連盟は三浦に対し謝罪した。

#### 学生棋戦における問題
2023年6月、学生名人戦でソフト不正使用が発覚し、優勝者の大学生が失格処分となった。日本将棋連盟が後援する大会でソフトの不正利用による失格処分が行われたのは初のことで、NHKやTBS、読売新聞や東京新聞等の主要メディアで大きく取り上げられた。

#### 他のボードゲーム
チェスでは、2015年に世界トップクラスのプレイヤーだったガイオズ・ニガリジェのカンニングが発覚し、グランドマスターの称号が取り消された。
囲碁では、2020年に金恩持がオンライン棋戦でソフトを使用していたことが判明し、1年間の資格停止処分を下されている。

## 特徴

### 長所

#### 詰将棋の強さ
任意の局面における『詰み』の有無を判定する作業は、単純な情報処理が力を発揮する分野であり、コンピュータは人間をはるかに超える計算力により、容易に詰みを発見することが可能である。
詰将棋の分野では、コンピュータは早々にトップ棋士の解図力を上回った。可能な王手と玉方の応手をすべて検索するコンピュータならではの方法論により、人間を凌駕する実力を備えている。詰将棋の創作にあたって、コンピュータを使用して作品の完全性を検証することは、すでに常識となっている。谷川浩司は「詰将棋は自分でも作るんですけども，完成したものをコンピュータにかけるんですよ。（中略）それこそ，かなり複雑な，1年くらいかけて作った詰将棋でも，コンピュータにかけると1秒で解かれるわけです。その詰将棋がちゃんと出来てるって証明にはなるんですけども，ちょっと切ない気分にはなりますよね……（苦笑）」と述べている。
手数が最長の詰将棋である「ミクロコスモス」すら、詰将棋プログラムは解答に成功した（ミクロコスモス (将棋)#ミクロコスモスと脊尾詰を参照）。
また、コンピュータによる詰将棋の創作も研究されている。「ミクロコスモス」作者の橋本孝治は2019年のインタビューで「詰将棋の世界でもコンピュータが最高の詰将棋作家になる未来図はありえるのでしょうか」という質問に、「その可能性はあると思います。それが現実になっていないのは、創作という行為が機械には代替不可能だからではなく、人間の技術力が未熟なせいだというのが私の見解です。」「コンピュータが最高の詰将棋作家になったとしても、自分で自分の好きな詰将棋を作って楽しむ行為はなくならないと思います。」と述べている。

#### 中盤の強さ
第3回電王戦に出場した豊島将之はコンピュータ対策について「1000局とはいかないが3ケタは練習対局をした」「何度も逆転負けをする中で、序盤の長い将棋や中盤を省略する激しい将棋に勝ち目があると思った」と述べている。第3回電王戦を観戦していた遠山雄亮は「豊島さんはコンピュータの中盤の強さを警戒していました。少しぐらい優位に立っても中盤の難解な局面が続くと簡単に逆転されると。だから、コンピュータに勝つには、序盤の長い将棋にして、中盤に入る時点で大きなリードを奪ってしまうか、逆に中盤のない展開にして一気に終盤で勝負するのがいいと思っているようです。本局は意識して中盤のない展開を狙っているように見えますね。」とコメントした。また、産経新聞も電王戦FINALを総括した記事において「1秒間に数百万〜1000万手以上を読むコンピューター相手では、互角に終盤の寄せ合いに突入したらまず勝ち目はない。中盤も、棋士側が手筋や定跡通りに指していてもコンピューターは正確無比でミスはしない。過去2回の経験からプロ側は『序盤で過激に鬼手を連発し、中盤を飛ばして一気に終盤に持ち込む』作戦が有効と結論づけた」と報じた。

#### ミスの少なさ
遠山雄亮は、2011年に将棋倶楽部24でのボンクラーズとの対局を分析し、コンピュータは人間よりもミスをしないため、乱戦になった場合はコンピュータの方が有利になるとしている。また、感情面で動揺したり、集中力が切れたりしないのも強さであるとしている。また、人間の注意力には限界があり、疲労や錯覚などでヒューマンエラーを起こす場合がある一方、コンピュータは人間と違い肉体的な疲労がないため、持ち時間の長い将棋の終盤になっても、正確に指すことができる。
また、コンピュータは、プログラムにバグがない限り、二歩や二手指し等の反則手を指すことは無い。バグの例としては、2015年の電王戦FINAL第2局において、Seleneが角成らずの手を正しく認識できず、王手放置の反則負けをした事例がある。

### 改善された弱点

#### 序盤戦
プロ棋士の序盤研究の多くは公開されることがなく、ソフトは限られた情報を元に序盤戦術を構築していたため、新手に適切に対応できないことがあった。しかしponanzaを初め、序盤を既存の定跡データに頼らないソフトも開発された。以降、ソフトの棋力向上による序盤の精度の向上や、人間の定跡に頼らない定跡を自力で作成する工夫などにより、コンピュータ将棋の序盤力は格段の向上を遂げた。序盤の大局観に関しては従来のCPUを使うNNUE系ソフトよりも、GPUを使うディープラーニング系ソフトが優れていると、やねうら王開発者の磯崎元洋は述べている。藤井聡太も序盤の研究のためにディープラーニング系ソフト「dlshogi」を取り入れて研究している。

#### 入玉模様
Bonanza以降主流になった機械学習において、プロ棋士の対戦データをもとにした教師あり学習では、プロ棋士の対局では少ない入玉模様の将棋を学習しにくい。入玉模様では、相入玉において目標が詰ますことから点数計算に変わるため、適切に判断できないことが多かった。2013年の第2回将棋電王戦第4局においては、相入玉に持ち込まれたPuella αは点数計算を正しく認識できず、結果として持将棋（引き分け）成立となった。
しかし、コンピュータが生成した膨大な数の局面を教師として学習したり、学習におけるパラメータを増加させて実戦が少ない局面の評価能力を向上させた結果、コンピュータ将棋の入玉模様は大幅に向上した。2015年の第25回世界コンピュータ将棋選手権では、コンピュータ将棋の大会で初めて、Seleneがコンピュータ自身の読みと判断により宣言法による勝利を上げ、同大会の独創賞を受賞した。強豪ソフトにおける入玉将棋の強さと宣言法の実装は標準化されており、2016年の第4回電王トーナメントにおいても、ponanzaとやねうら王が1度ずつ入玉将棋において宣言法で勝利している。

#### 駒落ち戦
序盤の定跡データベースは平手戦に基づいているため、プロ棋士の公式戦で指されなくなった駒落ち戦をコンピュータは苦手としていた。例えば、駒落ち特有の大局観を持ち合わせていないコンピュータは、二枚落ちの上手で穴熊に囲って自滅してしまうことがあった。
しかし、駒落ち戦の弱さも、教師となる局面が少ないケースでの局面評価力を向上させることで改善した。アマ高段の棋力を持つponanza開発者の山本一成は、2016年4月に二枚落ちでponanzaに連続して敗れたことを報告している。また、水匠U(2020年)やAoba駒落ち(2021年)など、上手を持って高段者に勝つ、駒落ちに特化したソフトの開発も行われた。

### 弱点

#### アンチコンピュータ戦略
対コンピュータに特化した戦法として、自陣の歩を動かさず、守備に駒を配置したあとはひたすら手待ちして相手の時間切れを目指す、「丸山スペシャル」が知られている。人間にとっては打開できる駒組みでも、コンピュータにとっては読む手順が難しい穴となっていたことによる。この戦法を改良した「稲庭将棋」というソフトウェアは、2010年の第20回世界コンピュータ将棋選手権に出場し、一次予選を無敗で勝ち抜いた。稲庭将棋が出場した当時の世界コンピュータ将棋選手権は時間切れ負けで秒読みが無かったため、有力な戦法となった。第20回世界コンピュータ将棋選手権では、「新しい技術や工夫、面白い趣向を凝らして選手権を盛り上げたプログラム」に与えられる「独創賞」として、「丸山スペシャルをさらに進化させて実装し、コンピュータ将棋の弱点をあらわにした」ことを理由に稲庭将棋が選出された。
第2回将棋電王戦開催記念イベント「ニコニコ本社（原宿）で誰でもGPS将棋に挑戦! 勝てたら賞金100万円!!」で、ponanza開発者の山本一成が前述の稲庭将棋の戦術を用いGPS将棋の無理攻めを誘う作戦（山本曰く「400手以上攻めないで待ってると、無理に攻めてくるバグを見つけた」）を取ろうとしたものの、あまりにも時間がかかるため、勝又清和の裁定によって引き分けとなった。
第2回将棋電王戦第5局の総括インタビューで三浦弘行は「事前の研究で、GPS将棋の弱点には気づきませんでしたか？」と質問されて「明らかな癖などは見つかりませんでした。でも逆に、それでよかったと思っています。もし見つかっていれば、そこを衝くべきかどうか思い悩んだでしょうから。弱点を衝いて勝ったとしても、それで勝ったといえるのかというところがありますので。ただ団体戦だから、本当はやりたくなくてもそうすべきだという考え方もありますし･･･難しいところです」と答えている。
高見泰地は「（自分が電王戦の対局者だったらどうするかとの問いに）まず貸し出されたソフトで本番と同じ環境・時間設定にして同じ作戦を試して、どのくらいの確率で使えるのか、もちろん研究はしますね。ただ使えたとしても、やはり『ハメ手』ではあるので、今回のような一発勝負のイベント対局ではいいと思うんですが、電王戦では（プロとしての）自尊心の問題も出てくると思います。難しいですね」と答えている。
電王戦FINALの第二局において永瀬拓矢がSeleneに対し「2七角不成」という通常あり得ない手を指した。多くのソフトウェアは角、飛、歩が成らない局面を省くことで探索効率を上げているため、不成によってソフトウェアに一から計算させることで持ち時間を使わせることができる。この対局においてSeleneに角不成を認識できないバグがあり、王手放置によって反則負けとなった。開発者は事前にバグを認識できていなかった。
2015年2月、「電王AWAKE(ノートPC)に勝てたら100万円！ 」のイベントで、アマチュア強豪の山口直哉があえて自陣に隙を作ることでコンピュータの「2八角」を誘い勝利。この他にも「2八角」誘導に成功した参加者がいたが、その後が続かず勝ったのは山口のみだった。この戦法は、ponanza対策として以前から知られていた戦法の一つであり、コンピュータ将棋が短期的には有利と評価されても長手数後に不利になることを読めない（計算コストの問題からその前に探索を打ち切る）ことに基づく弱点（水平線効果）を突いたものである。そして、2015年4月の電王戦FINALの第五局においても阿久津主税が同様に「2八角」を誘いAWAKEに勝利した（開発者による投了）。対局前に弱点は明らかになっていたが、プログラムの修正は認められていなかった。この件は後に大幅に脚色されて映画化された。

#### 指導対局・接待対局
プロはアマチュア相手に駒落ちあるいは平手での指導対局を行う。しかし、「うまく手抜きをして負けてあげる」などといったような指導対局・接待将棋に関しては、コンピュータ将棋は未だ発展途上にある。特に、あからさまな負け方を避けるのが難しいとされる。
羽生善治は、接待将棋のAIについて「接待将棋を指すのって、難しいのです。接待将棋は、基本的に相手の人がどれくらいのレベルで、どれくらいの将棋を指すのかを推測できないとできない。力を加減することはできるのですけど、あからさますぎてバレバレになるのですぐわかっちゃう」「AIに仕事が奪われる、みたいな話もありますが、ぼくの答えはいつも決まっていて、『接待ゴルフのような仕事は絶対なくなりませんよ』って答えるようにしています（笑）」という見解を述べている。

#### 水平線効果
水平線効果とは、読みの深さの限界により、手の選択肢の中で、のちに極端に不利となる手を選んでしまう、もしくは、小さな損を繰り返すことで、大きな損をする状態を先延ばしにし、本来よりももっと不利になってしまうことである。技術の発展により、水平線効果が見られることは少なくなっている。
また、即詰みを読んだ場合、王手ラッシュ（無駄な王手の連続）で詰みを先延ばしにする現象が知られている。将棋電王戦FINAL第1局・斎藤慎太郎対Aperyで作者である平岡拓也が、対局前に負ける場合でも開発者権限での投了はせず詰みまで指すと宣言し、実際に行ったため一部で「棋譜汚しだ」と批判が起きた。この問題について、即詰みを発見したらコンピュータ将棋の判断で投了するという設定にすると、人間が詰みに気がついていない段階で投了してしまう可能性があり、まだ調整が難しい課題でもある。
似た問題として、コンピュータ将棋は「相手は最善手を指し、うっかりミスをするような手は指さない」という前提で思考するため、いわゆる「勝負手（最善手ではないが局面を複雑にして相手のミスを誘発し、自身の逆転につなげる手）」を基本的に指さない。2023年の時点では、この点ではまだコンピュータが発展途上にあるという。

#### 機能面
思考ゲーム全般として、ともすると強さを競うあまりインターフェースや表示の工夫やエンターテイメント性に欠けがちな点が指摘される。UEC杯5五将棋大会ではインターフェースに送られる「プレゼンテーション賞」を設けていた。

### コンピュータ将棋に特有の性質

#### 振り飛車の回避
コンピュータ将棋は、基本的に振り飛車を低く評価する。具体的には、飛車を振る手を指した瞬間に評価値が150～200程度ほど下がる（歩1枚の価値が100点程度）といい、「振り飛車は呪いの装備」と言われることもある。
そのため、コンピュータによる研究を行っている藤井聡太二冠（2021年当時）に対して、居飛車党の棋士が藤井に研究されにくい振り飛車で挑んで勝利したことがある。一方、振り飛車を好んで指すソフトも開発されている。
コンピュータ将棋が振り飛車を低く評価する理由ははっきりしておらず、「飛車を動かす一手を手損とみてマイナスに見ている」「初期配置の時点で相手の弱点である角頭に飛車がロックオンしているため、その飛車をあえて角頭から外すのがマイナスになる」などの説がある。また、やねうら王の開発者の磯崎によると、序盤では飛車を振ることで評価値が大きく落ちるが、その後持久戦模様になった場合は評価値が回復することが多いという。このため磯崎は「振り飛車の戦法自体が悪手というわけではないと考えている」という趣旨の発言をしている。

#### 先手の有利さ
コンピュータ将棋の発展に伴い、将棋ソフト同士の対戦では先手の勝率が高くなる傾向が見られるようになった。例えば、2021年に開催された電竜戦では、先手勝率70.0%に対して後手の勝率は25.6%に留まった。
電竜戦では先手・後手だけで有利が決まらないよう、対戦を先手・後手を入れ替えて2戦するという方式を取っている。さらに、先手の持ち時間を後手より減らし（先手10分-後手30分）、持将棋は先手の引き分け0.4勝、後手の引き分け0.6勝として計算するなどルールを工夫している。
2025年に開催された第35回世界コンピュータ将棋選手権でのトップ8チーム総当たりの決勝では、先手勝率は7割3分にも達している。先手が事前に用意された定跡通りに進み、消費時間0秒で相手玉を詰まして勝ちという対局もあったという。

#### 戦型
バランス重視、「居玉でもいい形をひねり出してきたりする」などの点が指摘される。

## 大会

### 世界コンピュータ将棋選手権（WCSC）
コンピュータ将棋協会が主催する大会。2002年の第12回以降は毎年5月上旬のゴールデンウィーク期間中に開催されており、毎回約40種のプログラムが参加している。また、第16回以降の大会では、開催期間中、インターネットで棋譜のライブ中継が行われている。
世界コンピュータ将棋選手権の大会ルールに、対戦のためのプロトコルも定められており、2017年現在では対戦サーバを介してオクテットストリームで行うこととされている。なお、対戦サーバが利用できない場合など（あるいは、以前は）、シリアル（RS-232）通信や手入力の規定で対戦が行われる。持ち時間は15分だが、1手指すごとに持ち時間に5秒が加算されるフィッシャールールを採用している。

### 電王トーナメント
株式会社ドワンゴが主催していた大会。プロ棋士とコンピュータの棋戦「将棋電王戦」の出場者選考のため、2013年の第一回から2017年の第五回まで毎年秋に開催されていた。

### 電竜戦
NPO法人「AI電竜戦プロジェクト」が主催する大会。オンライン主体の大会の必要性などを理由に、2020年に第一回が開催された。以降、毎年11月から12月に本戦が開催され、その他指定局面戦やハードウェア統一戦も開催されている。

## 技術

### 評価関数
コンピュータ将棋が次の指し手を計算する際には、「評価関数」と呼ばれる基準をもとに、局面の有利さを「評価値」と呼ばれる数値に変換している。評価関数をもとに数手先の変化を予測し、相手が最善を尽くしてきたときに、もっとも自分が有利になる手を探索する。評価関数の正確さ・探索の効率の良さは、コンピュータ将棋の強さに大きく影響する。多くの評価関数は、駒の損得を中心に、玉形や駒の働きなどを評価対象としている。
強豪ソフト「水匠」の開発者・杉村達也によると、コンピュータ同士の対戦の場合、「評価値÷30＋50＝勝率」という関係が成り立つ。
Ponanzaの場合、評価値300点くらいで勝率6割・評価値800点で勝率8割くらいとしている。
商用版のやねうら王に収録されているQhapaqの場合、評価値500点は勝率7割強を意味するのに対し、評価値-500点の勝率は2割未満である。
「水匠」開発者・杉村達也によると2020年現在の評価関数は「だいたい1手先しか読んでないコンピュータがアマ二段ぐらいある」「一つの局面における合法手がだいたい100手だとして、100手、200手（つまり1手先）しか読まないコンピュータでも『級位者だと勝てるの難しいかな』ぐらいの実力がある。もう無駄な手はあまり読んでない」と述べている。

#### 三駒関係
王を1つ以上含む三駒の組み合わせおよび位置関係から評価関数を作る方法。Bonanzaは2009年のVer. 4から採用している。YSSは王からの相対座標で三駒の組み合わせを計算している。また、4駒での組み合わせで計算しているソフトもある。

### 機械学習
かつてのコンピュータ将棋ソフトでは、開発者が手作業で評価関数を作っていた。そのため将棋ソフトの開発には将棋の実力が必要とされ、実際、強い将棋ソフトの開発者は少なくともアマチュア有段者レベルの実力を持つ者で占められていた。また複雑化しすぎて人間が設定することが困難になっていった。しかし2005年に登場したBonanza（開発者・保木邦仁）は、プロ棋士の棋譜を機械学習することで評価関数のパラメータを自動で作成した。この方法によって、将棋ソフトは人間のトップ棋士の感覚に近い評価関数を手に入れた。この方法は「ボナンザ・メソッド」と呼ばれるようになり、コンピュータ将棋史上のブレイクスルーの一つと見なされている。
2009年に開催された第19回世界コンピュータ将棋選手権では、決勝に進出した8ソフトの内、シードの激指とYSSを除く6ソフトが「ボナンザ・メソッド」を採用した。この結果、激指は2勝5敗、YSSは1勝6敗と惨敗し、翌年の選手権では「ボナンザ・メソッド」を採用した。
開発者の棋力に左右されないことから参入のハードルが下がり、2024年に開催された第34回世界コンピュータ将棋選手権ではアマ有段以上の開発者は少なくなるなど、開発者の層が変化していることが指摘されている。

#### 強化学習
上述の「ボナンザ・メソッド」は、プロ棋士の棋譜による教師あり学習に相当するものだった。教師あり学習を採用したプログラムは、ミスの少なさ・読み手数の長さでプロ棋士を超えようとした。教師あり学習の欠点として、入玉模様など過去のプロ棋士の対戦棋譜が少ないパターンが弱くなる問題があった。
コンピュータがプロ棋士の強さを超えていった時期と前後して、プロ棋士の棋譜に頼らず、人間よりも強いコンピュータ同士の自己対戦から強化学習して評価関数を作る手法が一般的になっていった。自己対戦棋譜による強化に成功したNineDayFeverの登場以降、コンピュータ同士の対戦棋譜が重視されるようになった。2016年以降はプロ棋士の棋譜を使わず、自ら棋譜を生成し数億ないしは数十億局面から浅い探索での評価値を深い探索での評価値に近づけるように学習するNineDayFeverの強化学習が一般的になり、入玉の評価も大幅に改善された。

#### 深層学習
2018年、CPUで高速に計算できるニューラルネットワークを使用するNNUEと呼ばれる局面評価法が開発された。これは将棋ソフトで大きな成果を上げ、αβ探索系の将棋ソフトにおいて主流の評価関数手法となった。2021年には、NNUEはコンピュータチェスソフトのStockfishにも導入された。
また2017年には、囲碁AI・AlphaGoで成功を収めたモンテカルロ木探索と畳み込みニューラルネットワークの手法によって、AlphaZeroが将棋でも好成績を残したと発表された。AlphaGoやAlphaZeroの登場以後、AlphaZeroの追試を目的としたAobaZeroや、AlphaGoに触発されて開発が始まったdlshogiなど、モンテカルロ木探索と畳み込みニューラルネットワークを用いた「ディープラーニング系（DL系）」と総称される将棋ソフトが盛んに開発されるようになった。2020年代になって、コンピュータ将棋の大会ではこれらの「DL系」のソフトが徐々に優勢になってきている。これらDL系の将棋ソフトの登場によって、NNUEを含めBonanzaの手法をベースにすることが主流だったコンピュータ将棋の世界に根本的な革新がもたらされたとの見方もある。
やねうら王の開発者・磯崎元洋は、DL系の将棋ソフトは「序盤がメチャ強いです。大局観が優れているので」「GCTの大局観は人間と同じレベルに達している」と分析している。
谷合廣紀は自然言語処理を応用した「Polonaise」を開発している。

### 探索

#### ミニマックス法
チェス・将棋・リバーシ・チェッカー等の完全情報ゲームで次の手を決めるための基本アルゴリズム。数手先まで読み、その時点で評価関数により局面に点数（手番の方がプラス）をつけ、手番の方は評価値が最大の手を、手番ではない方は評価値が最小の手を選ぶとして、次の着手を選択する。局面の分岐数をN、先読みする深さをLとすると、評価が必要な局面数はN^Lとなる。世界初の将棋ソフトも採用している。

#### αβ探索
将棋の場合、平均着手可能手数は80通りもあるので、{\displaystyle n}手先までの局面数はおおよそ{\displaystyle 80^{n}}という膨大な数になる。これを全て計算すると限られた時間内では深く先読みすることはできなくなる。そこで、実際に計算する局面数を少なくし、深く読めるようにすることを枝刈りと呼ぶ。枝刈りを行いながらミニマックス法を適用する方法の一つが、αβ探索である。
基本的にミニマックス法と同じだが、再帰的に局面の評価を行う関数を呼ぶときに、その時に判明している評価値の下限値（これをα値と呼ぶ）と上限値（これをβ値と呼ぶ）を引数として渡し、この範囲を外れた評価値の局面の探索を打ち切るという方法である。ミニマックス評価で評価する局面数は N^L だが、αβ探索ではおよそ N^(L/2) となる。

#### 全幅探索
ある局面下で指すことが可能な手をしらみつぶしに読む手法（力まかせ探索）。探索法としては原始的でプログラムも単純になるが、計算量が増えるため効率は悪いと考えられていた。しかし保木邦仁のBonanzaは、コンピュータチェスで一般的な手法だったビットボードを将棋に応用して高速化に成功し、全幅探索を実用化した。保木によれば、選択的な探索は処理が複雑となるため、全幅探索よりもマシンに負荷がかかるという。

#### 実現確率探索
激指などが採用している手法。まず過去の対局データを元に、どのような手がどのくらいの確率で指されているかをあらかじめ集計しておく。この集計結果を使って探索時に次の一手の実現確率を求め、実現しにくいと考えられる局面を効率的に枝刈りする。激指は実現確率の計算法として2004年からロジスティック回帰を採用した。

#### モンテカルロ木探索
シミュレーションを繰り返し、その平均的な結果が良い候補手を優先的に探索するアルゴリズム。2017年にAlphaZeroが本手法とディープラーニングを組み合せて好成績を残して以降、盛んに採用されるようになった（#深層学習節も参照のこと）。

### クラスタリング
かつてはマシンを疎結合クラスタリングしても強くならず、あから2010では疎結合クラスタリング無しの重み付けを大きくしたが、2011年にボンクラーズが6台クラスタリングで優勝し、2012年は797台のGPS将棋が優勝した。ボンクラーズを開発した伊藤英紀は、もしボンクラーズで700台のマシンを使えるのであれば、レーティングが200-300程度上がるという見解を示している。レーティング差が200-300だと、期待勝率は（レーティングが高い方から見て）75-85パーセント程度となる。第2回 将棋電王戦第5局を振り返り、三浦弘行は、670台のGPS将棋に対して「私の勝算は5パーセントしかなかったんです」と語った。勝算が5%だとレーティング差500程度になる。

### 合議制
複数の思考エンジンで個別に候補手を計算し、その中から次の指し手を選ぶ手法。2009年の第19回世界コンピュータ将棋選手権では、複数のBonanzaを搭載した「文殊」が3位という好成績を収め、2010年に清水市代に勝利した「あから2010」もこの方法を採用していた。

### 開発者用ツール

#### USIプロトコル
ユニバーサル将棋インタフェース（Universal Shogi Interface, USI）は、将棋の思考エンジン・グラフィカルユーザインタフェース（GUI）間で用いられる通信プロトコルである。ノルウェーのコンピュータチェス開発者・Tord Romstadが、コンピュータチェスで使われているユニバーサルチェスインタフェースをベースにして2007年に考案した。USIプロトコルを採用することでプログラマが自身でGUIを開発する必要がなくなり、コンピュータ将棋の本体を開発しやすくなるというメリットがある。この利便性から、USIプロトコルはコンピュータ将棋開発者の間で爆発的に広まった。
USIプロトコルに対応した代表的なGUIとして、将棋所やShogiGUIがある。現在のUSIプロトコルは将棋所が実質的なリファレンス実装となっているが、将棋所の仕様は思考エンジンの開発者にとって機能不足な点が多いとされる。将棋所とShogiGUIはともにクローズドソースであり、コンピュータ将棋の開発者は機能を追加したくてもできない状態が続いていたが、2024年に『ShogiHome』というElectron製GUIが久保亮介によって公開され、クロスプラットフォームかつオープンソースであるためやねうら王の開発者の磯崎はこれを応援していると公式サイトで述べた。
その他、Winboard / XBoardやBCM Shogiも将棋エンジンに対応したGUIである。WinBoardはUSIでない独自のプロトコルを使用するが、アダプターを介してUSI対応エンジンと接続できる。WinBoardはオープンソースであり、LinuxではXBoardとして利用可能である。

#### Floodgate
コンピュータ将棋ソフトのための自動対戦サーバ。将棋所で動作するプログラムはFloodgateに接続することができる。Floodgateは2008年から継続的に運営されている。2008年から2010年の間、167のプレーヤーが2万8千局をFloodgate上で対戦した。人間もFloodgateで対局することができる。持ち時間は15分切れ負けである。

## コンピュータ将棋を扱った作品
- 映画「AWAKE」（監督・脚本：山田篤宏、2020年12月25日公開、キノフィルムズ）

将棋ソフト「AWAKE」の開発者・巨瀬亮一の伝記をベースとしたフィクション作品。作中での主人公の役名も「清田英一」となっている。
- テレビ朝日系テレビドラマ「相棒」 season11 第8話「棋風」（脚本：金井寛、監督：近藤俊明、主演：水谷豊・成宮寛貴、2012年12月5日放送）
- コミックス「永遠の一手 - 2030年、コンピューター将棋に挑む -」（作：伊藤智義、作画：松島幸太朗、秋田書店、2017年1月6日）